# Canacona
Canacona (o Kankon) è una città dell'India di 11 900 abitanti, situata nel distretto di Goa Sud, nello territorio federato di Goa. In base al numero di abitanti la città rientra nella classe IV (da 10 000 a 19 999 persone).

## Geografia fisica
La città è situata a 15° 1' 0 N e 74° 1' 0 E e ha un'altitudine di 9 m s.l.m..

## Società

### Evoluzione demografica
Al censimento del 2001 la popolazione di Canacona assommava a 11 900 persone, delle quali 6 196 maschi e 5 704 femmine. I bambini di età inferiore o uguale ai sei anni assommavano a 1 217, dei quali 614 maschi e 603 femmine. Infine, coloro che erano in grado di saper almeno leggere e scrivere erano 8 602, dei quali 4 824 maschi e 3 778 femmine.